# Vincenzo Gioberti
Vincenzo Gioberti (1801-1853) fou un filòsof i polític de gran influència per a la unificació italiana. Ordenat sacerdot, escrigué diversos tractats demanant l'alliberament d'Itàlia de potències estrangeres, al mateix temps que clamava per una major autoritat papal. Aquesta posició li valgué una condemna a l'exili, temps que aprofità per aprofundir en el coneixement de la filosofia.
Afirmà que només hi ha un ésser que té essència, Déu, creat ex nihilo, mentre que els altres éssers creats per aquesta divinitat tenen solament existència, un pensament que ha estat anomenat ontologisme i que actualitzà el pensament clàssic grec sobre la natura dels cossos i de les idees. El Déu que col·locà al capdamunt de la seva jerarquia d'éssers és el déu catòlic, i d'aquí deduí que la religió havia de tenir un paper central a la vida, com a força de civilització (per això el Papa havia d'assumir el màxim poder terrenal, com a representant humà de la divinitat).
L'home és la criatura que té com a missió participar de la creació, sempre en una posició subordinada. Per aquest motiu la seva vida ha de lligar fe i acció al món, de tal manera que els seus actes contribueixin de manera positiva a l'obra divina. La simple especulació, incloent la filosòfica, no té sentit si no es transforma en aquesta acció vital.
Per les seves idees polítiques assumí càrrecs com a ministre i ambaixador, on intentà plasmar les seves tesis d'uns estats italians sota l'autoritat papal i amb un ideal moral catòlic. Posteriorment atorgà al Piemont el lideratge teòric d'aquests països italians.